# Agromyza intermittens
Agromyza intermittens är en tvåvingeart som beskrevs av Becker 1907. Agromyza intermittens ingår i släktet Agromyza och familjen minerarflugor.
Artens utbredningsområde är Tunisien. Arten har ej påträffats i Sverige. Inga underarter finns listade i Catalogue of Life.